# Adam Young
Adam Randal Young (Owatonna, 5 juli 1986) is een Amerikaans muzikant, producer en de oprichter van het muzikale project Owl City.

## Muzikale projecten

### Owl City
Owl City is een Amerikaans elektronisch muziekproject van singer-songwriter Adam Young sinds 2007 in Owatonna, Minnesota.

### Sky Sailing
Op 29 juni 2010 kondigde Young aan dat hij zijn vroege opnames onder de naam Sky Sailing uit zal brengen. Sky Sailings debuutalbum, An Airplane Carried Me to Bed, werd exclusief beschikbaar gemaakt op iTunes op 13 juli 2010.

## Persoonlijk leven
Young vindt zichzelf ontzettend verlegen en sociaal introvert. Hij vertelde journalist Mark Moring van de Christianity Today dat conversaties over de telefoon hem nog steeds beangstigen, en Moring mocht alleen communiceren via e-mail om een interview te regelen.

## Discografie

### Singles
| Single met eventuele hitnotering(en) in de Nederlandse Top 40 | Datum van verschijnen | Datum van binnenkomst | Hoogste positie | Aantal weken | Opmerkingen                                       |
| ------------------------------------------------------------- | --------------------- | --------------------- | --------------- | ------------ | ------------------------------------------------- |
| Youtopia                                                      | 28-11-2011            | 17-12-2011            | 27              | 5            | met Armin van Buuren/ Nr. 68 in de Single Top 100 |

| Single met hitnotering(en) in de Vlaamse Ultratop 50 | Datum van verschijnen | Datum van binnenkomst | Hoogste positie | Aantal weken | Opmerkingen          |
| ---------------------------------------------------- | --------------------- | --------------------- | --------------- | ------------ | -------------------- |
| Youtopia                                             | 2011                  | 28-01-2012            | tip87           | -            | met Armin van Buuren |